# Pavel Fieber
Pavel Fieber (* 30. September 1941 in Jägerndorf, Landkreis Jägerndorf; † 6. Juli 2020 in Würzburg) war ein deutsch-österreichischer Schauspieler, Sänger, Theaterregisseur und Theaterintendant.

## Leben und Wirken
Fieber wuchs nach dem Krieg in Bayern und Wien auf. Nach dem Abitur am Humanistischen Gymnasium in Bamberg studierte er von 1960 bis 1964 Psychologie an der Universität Erlangen und der Universität Wien. Von 1962 bis 1964 studierte er zudem Schauspiel, Regie und Musical am Max-Reinhardt-Seminar in Wien und erhielt eine Gesangsausbildung an der Akademie für Musik und Darstellende Kunst Wien unter anderem bei Leonie Rysanek, später auch in Wiesbaden bei Karl Liebl.
1965 trat er in Wien sein erstes Engagement am Theater der Courage und Theater im Centrum als Schauspieler an. 1967 spielte er an den Städtischen Bühnen Lübeck unter anderem Dunois in Die heilige Johanna der Schlachthöfe. Von 1968 bis 1972 war er als Schauspieler, Regisseur und zuletzt kommissarischer Oberspielleiter an den Städtischen Bühnen Mainz aktiv. Von 1969 bis 1972 leitete er gleichzeitig die Opernschule am Peter-Cornelius-Konservatorium der Stadt Mainz und gründete das Theater an der Mainzer Universität.
Seine wichtigste Inszenierung in dieser Zeit war 1969 George Taboris Die Kannibalen. Von 1972 bis 1974 war Fieber Oberspielleiter am Theater Oberhausen, von 1974 bis 1978 am Stadttheater Ingolstadt. Er inszenierte mehrere Erst- und Uraufführungen von Pavel Kohout und Václav Havel. 1970 wurde er in der Tschechoslowakei zur Persona non grata erklärt und erhielt einige Zeit keine Einreisegenehmigung mehr.
Ab 1977 ging er zusammen mit dem Musiker Markus Munzer-Dorn jahrzehntelang auf Tour mit Klezmer-Abenden und Abenden mit jiddischen Liedern.
Von 1978 bis 1985 arbeitete er als freier Schauspieler und Regisseur unter anderem am Theater Wuppertal, am Theater Bonn, am Schauspielhaus Düsseldorf, am Theater des Westens in Berlin, an der Staatsoper Hamburg, am Staatstheater Karlsruhe, am Staatstheater Darmstadt und am Staatstheater Stuttgart.
Von 1985 bis 1991 war Fieber Intendant am Theater Ulm. Hier inszenierte er unter anderem Nathan der Weise, Der Bockerer, Hamlet sowie Opern und Musicals. Von 1991 bis 1997 wirkte er als Intendant am Pfalztheater Kaiserslautern. Inszenierungen dort waren zum Beispiel Romeo und Julia, Othello und Wozzeck.
1997 wechselte er als Generalintendant an das Badische Staatstheater Karlsruhe, wo er bis 2002 amtierte. Von 2000 bis 2003 übernahm er zudem die künstlerische Leitung der Luisenburg-Festspiele in Wunsiedel. Von 2004 bis 2007 war er Intendant der Burgfestspiele Mayen. Fiebers Paraderolle als Schauspieler war die des Professor Higgins in dem Musical My Fair Lady, die er an zahlreichen Theatern verkörperte. Gelegentlich übernahm er auch Rollen in Film und Fernsehen, so zum Beispiel 2008 als der Forstmeister Joseph Dillis in Der Komödienstadel – Der letzte Bär von Bayern.
Fieber starb im Juli 2020 im Alter von 78 Jahren in Würzburg.

## Filmografie (Auswahl)
- 1968: Vorsicht, Falle! (TV-Serie)[3]
- 1976: Ehen vor Gericht (TV-Serie)
- 1989: Löwengrube (TV-Serie)
- 1990: SOKO München (TV-Serie)
- 1993: Perry Rhodan – Der ewige Kosmonaut (Dokumentarfilm, ZDF)
- 1997: Frühstück zu viert
- 2001: Der Clown (TV-Serie)
- 2005: Tatort – Die Spieler
- 2006: Papa und Mama (TV-Serie)
- 2007: Links Rechts Geradeaus
- 2008: Der Komödienstadel – Der letzte Bär von Bayern
- 2009: Der Alte (TV-Serie)
- 2012: Dahoam is Dahoam (TV-Serie)
- 2013: Wie aus der Ferne (Kurzfilm)
- 2019: Die Rosenheim-Cops
- 2020: Freud (Fernsehserie)

## Schallplatten
- 1978: Wo ist die Zeit: Pavel Fieber singt Jiddische Lieder (tvd 7902 tvd-Verlag Düsseldorf)
- 1980: Liebe, Glück und Zores: Pavel Fieber singt Jiddische Lieder (tvd 8002-LP tvd-Verlag Düsseldorf)